# Ньето, Хосе
Хосе Ньето (исп. José Nieto; при рождении Хосе Гарсиа Лопес, исп. José García López; 3 мая 1902, Мурсия — 10 августа 1982) — испанский актёр. В период с 1925 по 1983 год снялся более чем в ста фильмах.

## Биография
Хосе Ньето (сценический псевдоним) дебютировал в кино в фильме «Lazarillo de Tormes» испанского режиссёра Флориана Рея, выпущеном в 1925 году. Он снялся в восьми других испанских немых фильмах, последний вышел в 1929 году.
Четыре следующих фильма, выпущенные в 1931 и 1932, снимала в Голливуде кинокомпания 20th Century Fox на испанском языке. Cuerpo у альма включают Дэвид Ховард (1931), английская версия является одновременное Тело и душа Альфред Santell.
После этого он снялся в многих зарубежных фильмов или фильмах совместного производства, снятых в целиком или в части в «Андалусия» Роберта Верне (франко-испанский фильм, 1951 с Луисом Мариано и Кармен Севилья), «Соломон и царица Савская» Кинга Видора (американский фильм), 1959, с Юлом Бриннером и Джиной Лоллобриджидой), или «Фальстаф» Орсона Уэллса (испанско-швейцарский фильм 1965 года, с режиссёром в главной роли, а также Джоном Гилгудом и Жанной Моро).
Среди его испанских фильмов «Сад земных наслаждений» Карлоса Сауры (1970, Хосе Луис Лопес Васкес и Эсперанса Рой). Последним в его фильмографии, насчитывающей 145 фильмов (некоторые в жанре спагетти вестерн) стал «Polvos Mágicos» из Хосе Рамона Ларасса (Альфредо Ланда и Кармен Виллани), итало-испанского совместного производства выпущен в 1983 году, на следующий год после смерти актёра.
На телевидении Хосе Ньето появился в девяти сериях сериала «I Spy» с 1966 по 1979 год.

## Избранная фильмография
- 1973 — Лошади Вальдеса
- 1971 — Кэтлоу
- 1965 — Доктор Живаго
- 1965 — Фальстаф — граф Нортумберленд
- 1964 — Тигр душится динамитом — Пепе Ньето
- 1963 — 55 дней в Пекине
- 1961 — Царь царей
- 1959 — Соломон и царица Савская
- 1957 — Прощай, оружие!
- 1957 — Гордость и страсть
- 1956 — Александр Великий